# Apollo 8

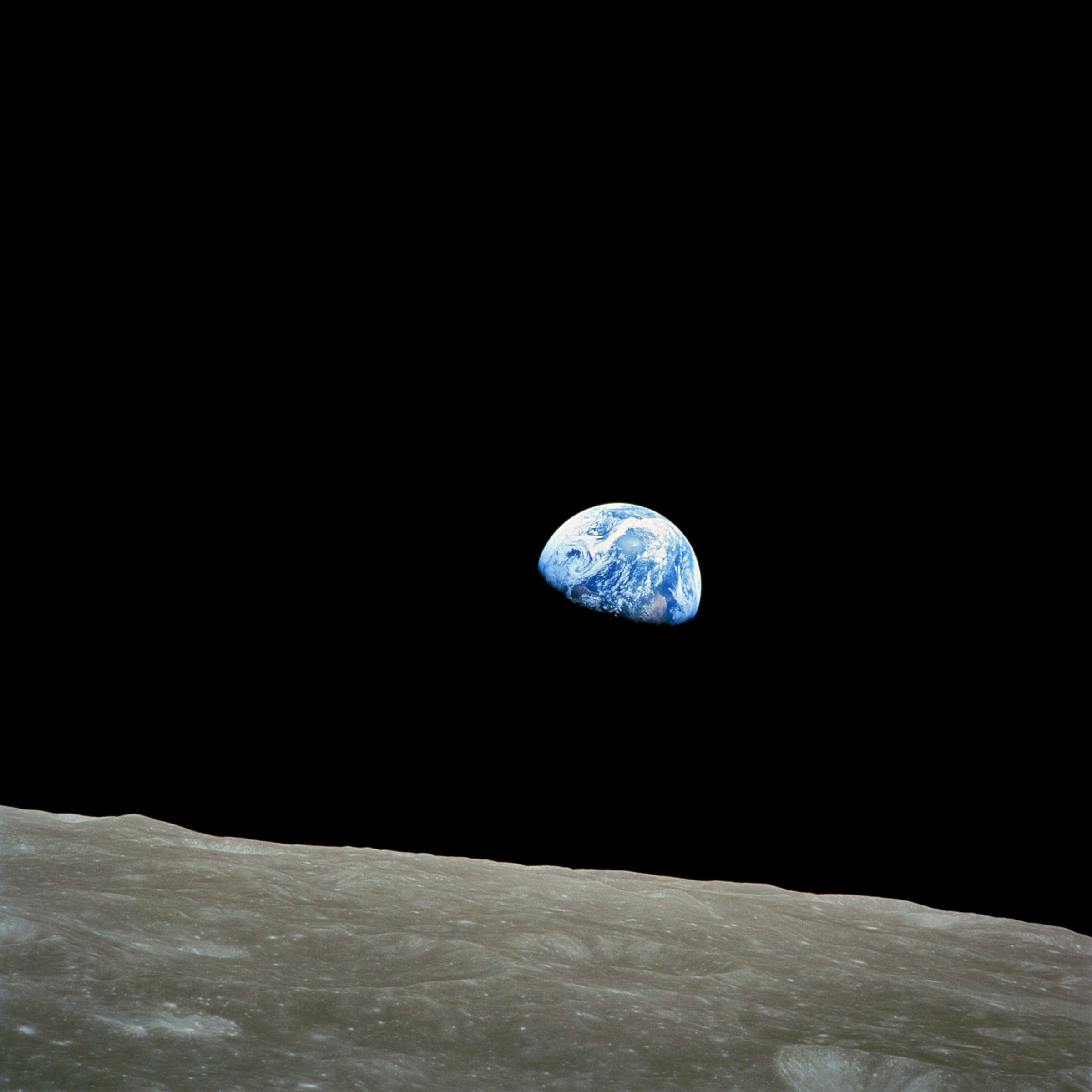
Fotografie „Východ Země“ pořízená posádkou Apolla 8

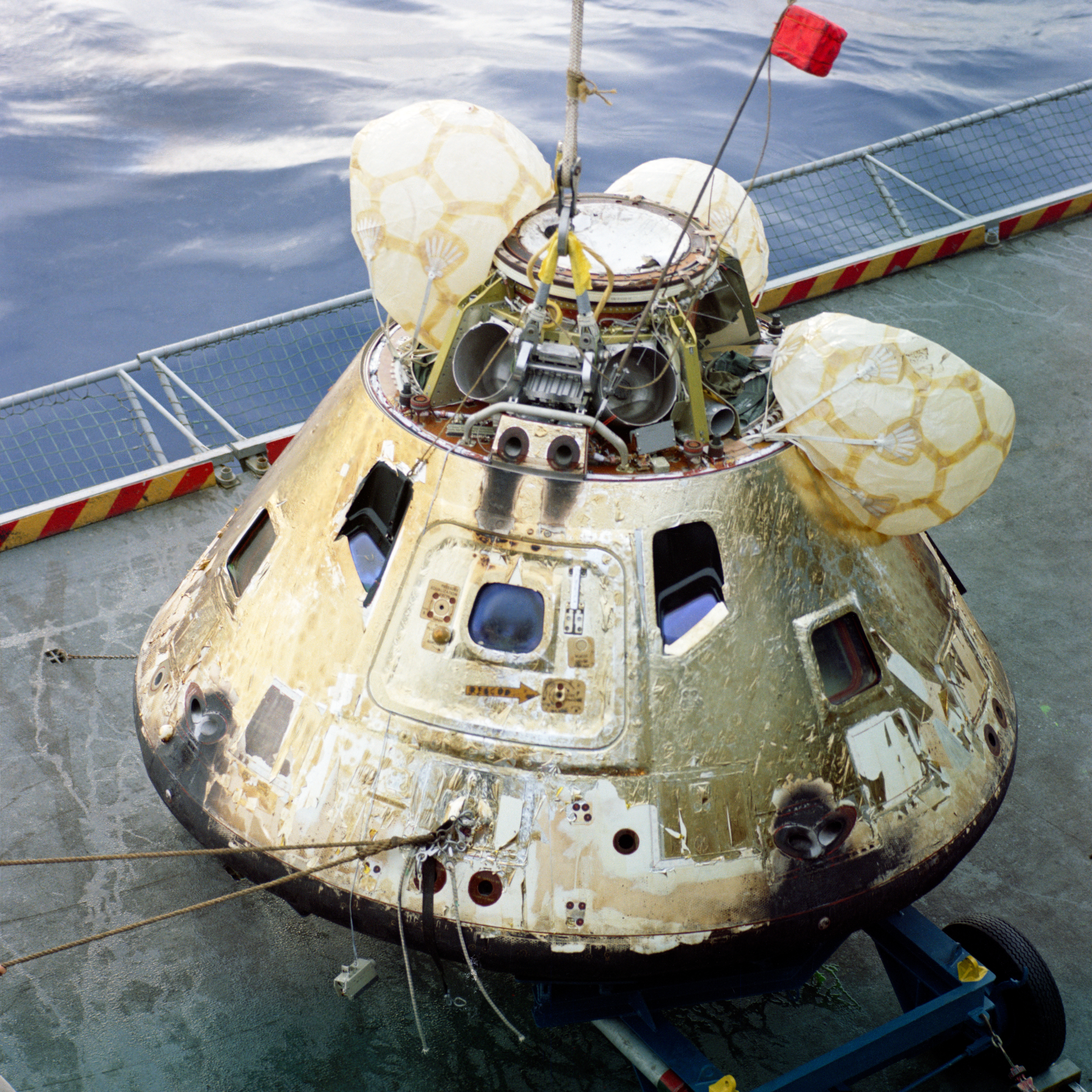
Návratový modul Apollo 8 na palubě lodi USS Yorktown

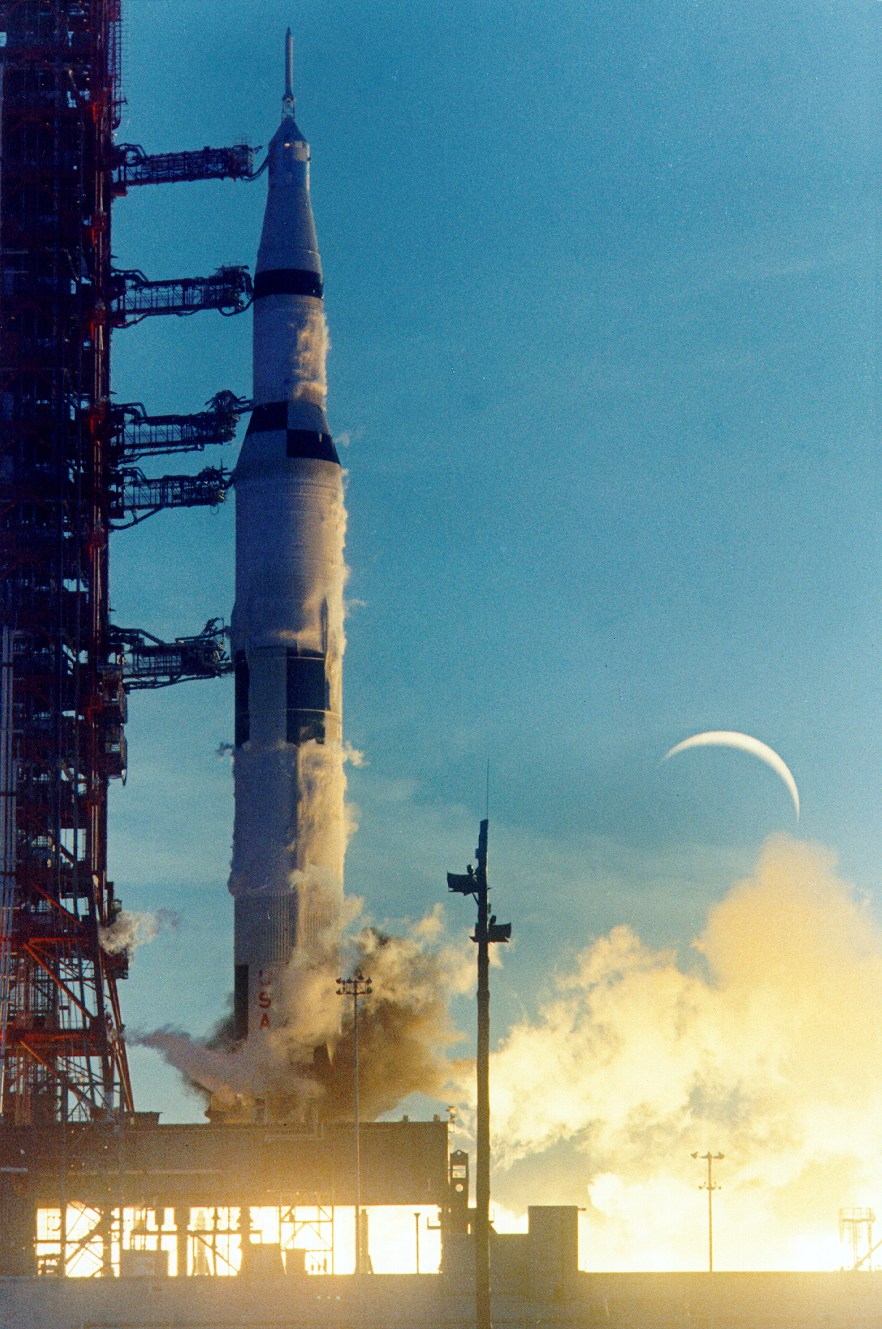
Start Apolla 8

Apollo 8 je označení druhého pilotovaného letu programu Apollo. Zapsal se do historie světové kosmonautiky tím, že při něm dne 24. prosince 1968 poprvé lidská posádka opustila oběžnou dráhu Země a vstoupila na oběžnou dráhu Měsíce. Let byl katalogizován v COSPAR jako 1968-118A, byl 34. lodí s lidskou posádkou vyslanou ze Země.

## Posádka

### Základní posádka
- Frank Borman (2) – velitel
- Jim Lovell (3) – pilot velitelského modulu
- William Anders (1) – pilot lunárního modulu, přestože lunární modul nebyl součástí mise

V závorkách je uvedený dosavadní počet letů do vesmíru včetně této mise

#### Záložní posádka
- Neil Armstrong (1) – velitel letu
- Buzz Aldrin (1) – pilot velitelského modulu
- Fred Haise (0) – pilot lunárního modulu

V závorkách je uvedený dosavadní počet letů do vesmíru 

## Naplánování letu
NASA vyslala k Měsíci již druhý pilotovaný let programu Apollo a první takový s využitím rakety Saturn V. Původní program předpokládal postupné plnění následujících kroků:
A – test kompletu velitelský+servisní modul při bezpilotním letu

B – test lunárního modulu při bezpilotním letu

C – pilotovaný let velitelského+servisního modulu na nízké oběžné dráze kolem Země

D – pilotovaný let kompletu velitelský+servisní+lunární modul na nízké oběžné dráze kolem Země. K tomuto testu měly být původně použity dvě rakety Saturn IB, z nichž jedna měla vynést na oběžnou dráhu posádku v kosmické lodi sestávající z velitelského a servisního modulu, zatímco druhá raketa Saturn IB měla vynést lunární modul.

E – pilotovaný let kompletu velitelský+servisní+lunární modul na eliptické oběžné dráze kolem Země s apogeem 7400 km (4600 mil). Celý komplet kosmické lodi Apollo měl být na oběžnou dráhu vynesen raketou Saturn V.

F – pilotovaný let kompletu velitelský+servisní+lunární modul na oběžné dráze kolem Měsíce

G – přistání člověka na Měsíci.
Startu Apolla 8 předcházel let Apolla 7, kterým byl naplněn cíl kroku C. Logicky tedy měly následovat kroky D, E, F a G. Proč byl tedy po splnění kroku C naplánován pro Apollo 8 let, který měl za úkol splnit podstatnou část (s výjimkou použití lunárního modulu) úkolů naplánovaných pro krok F?
Odpověď musíme hledat v politických souvislostech té doby. Kosmonautika se stala součástí politického soupeření USA a SSSR. Sovětská kosmonautika dosud držela většinu prvenství. V průběhu roku 1968 poskytla CIA agentuře NASA informaci o tom, že se na sovětském kosmodromu Bajkonur připravuje ke startu velká raketa. Jednalo se o přípravu bezpilotního letu kosmické lodi Sojuz 7K-L1 s označením Zond 5. Při tomto letu pak 18. září 1968 kosmická loď Sojuz 7K-L1 bez lidské posádky skutečně uskutečnila oblet Měsíce, k němuž se přiblížila na nejmenší vzdálenost 1950 km, a 21. září 1968 přistála v Indickém oceánu. Odborníci NASA se obávali, že jsou Rusové tak daleko, že by mohli dosáhnout dalšího prvenství v dobývání vesmíru uskutečněním obletu Měsíce s lidskou posádkou. NASA proto během pouhých čtyř měsíců přeplánovala další průběh programu Apollo takto:
- Po Apollu 7 bude následovat Apollo 8, jehož úkolem bude dosažení rekordu – první oblet člověka kolem Měsíce. Přestože byla nyní na řadě k letu do vesmíru posádka připravovaná k uskutečnění testu D ve složení James McDivitt (velitel), David Scott (pilot velitelského modulu) a Russell Schweickart (pilot lunárního modulu), byla pro let Apolla 8 určena posádka Franka Bormana, původně určená k uskutečnění testu E.
- Následovat bude krok D (Apollo 9) s tou modifikací, že celý komplet Apollo, sestávající z velitelského, servisního a lunárního modulu, bude na oběžnou dráhu vynesen jedinou raketou Saturn 5.
- Krok E ztrácí po letu Apolla 8 a 9 význam a proto bude vynechán.
- Program Apollo pak bude pokračovat krokem F (Apollo 10) …
- … a vyvrcholí krokem G (Apollo 11).

## Průběh letu
- Start 21. prosince 1968 ve 13:51 SEČ (středoevropského času)
- Za 11 minut a 32 sekund dosáhla kosmická loď nízké oběžné dráhy kolem Země 190 km x 180 km a periodou 88,15 minuty.
- Po 2 hodinách a 41,5 minutě strávené na nízké oběžné dráze kolem Země, tedy ke konci druhého obletu Země, zažehli astronauti znovu třetí stupeň rakety Saturn 5 a po dalších 5 minutách a 6 sekundách loď přešla na translunární dráhu. Po dalších 25 minutách se kosmická loď, tvořená velitelským a servisním modulem, oddělila od nepotřebného třetího stupně nosné rakety Saturn 5.
- 24. prosince 1968 v 10:59 SEČ, tedy po 69 hodinách, 8 minutách a 20 sekundách od startu ze Země, v době, kdy se loď nacházela nad odvrácenou stranou Měsíce a nebylo s ní tedy možno komunikovat ze Země, zažehli astronauti motor servisního modulu a loď přešla na oběžnou dráhu kolem Měsíce s parametry 312 km × 111 km a periodou 128 minut, kterou zhruba po dvou obletech astronauti upravili na téměř kruhovou s parametry 113 km × 115 km a periodou 120 minut. Celkem uskutečnili 10 obletů Měsíce, pořídili přes 600 černobílých a 720 barevných snímků. Z oběžné dráhy odvysílali Vánoční poselství všemu lidstvu.
- 25. prosince 1968 v 7:10 SEČ , tedy po 89 hodinách, 19 minutách a 17 sekundách od startu ze Země, zažehli astronauti znovu motor servisního modulu a nastoupili cestu zpět k Zemi.[1]
- 27. prosince 1968 v 16:25 SEČ se velitelský modul oddělil od nepotřebného servisního modulu a po dalších 12 minutách a 16 sekundách vstoupil do atmosféry ve výši cca 120 km nad povrchem Země rychlostí 11 km/sec. V té chvíli zbývalo 14 minut a 27 sekund do přistání.
- V 16:52 SEČ přistál velitelský modul Apolla 8 na hladině Tichého oceánu asi 2,5 km od plánovaného bodu poblíž Havajských ostrovů, odkud byli astronauti vrtulníkem přeneseni na palubu lodi USS Yorktown. Celý let trval 6 dní, 3 hodiny a 1 minutu.[2][1]